# Grzegorz Sandomierski
Grzegorz Sandomierski (Białystok, 1989. szeptember 5. –) lengyel válogatott labdarúgó, jelenleg a román CFR CLUJ játékosa. Posztját tekintve kapus.

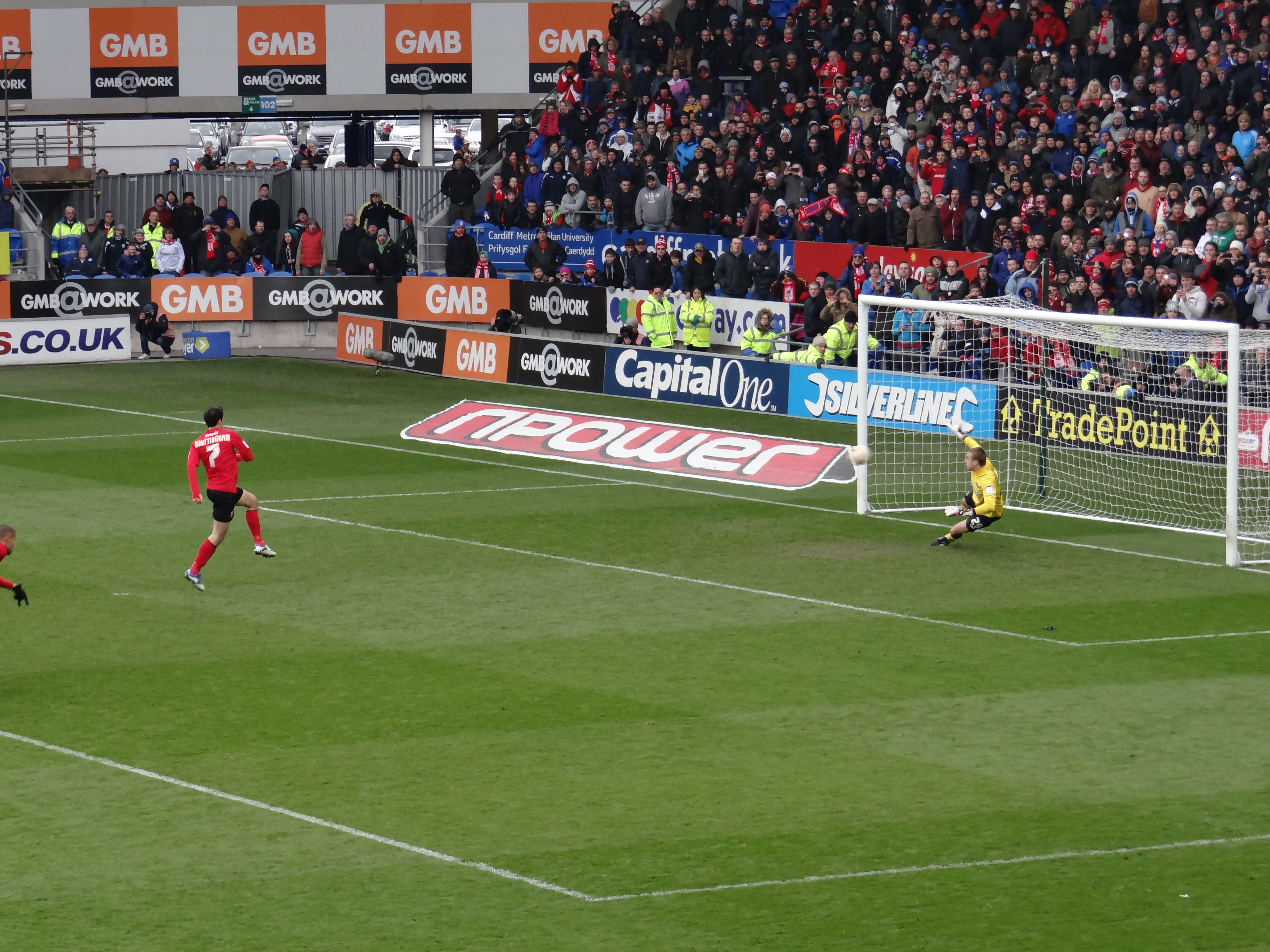
Cardiff City v Blackburn Rovers

## Pályafutása

### Klubcsapatban
Pályafutását a Jagiellonia Białystok tartalékcsapatában kezdte 2006-ban. Négy mérkőzésen védett majd 2007-ben a Lech Poznań II-höz került kölcsönbe. Két mérkőzésen védte a Lech hálóját a harmadosztályban, miután ismét visszatért a Jagielloniahoz.
A 2007–2008-as szezonban mutatkozhatott be a lengyel első osztályban egy Cracovia elleni mérkőzésen.
2009 januárjában újból kölcsönbe került. Új csapata a Ruch Wysokie Mazowieckie lett, ahol első számú kapusnak számított. A 2009–2010-es idényben visszament a Jagielloniához.
2011 augusztusában 5 éves szerződést írt alá a belga Racing Genk csapatához.

### A válogatottban
Utánpótlásszinten szerepelt a lengyel U19-es és U21-es válogatottakban. A felnőtt válogatottban 2010-ben debütált. 
Az Európa-bajnoki keretszűkítést követően a szövetségi kapitány Franciszek Smuda nevezte őt a 2012-es Eb-re készülő 23 fős keretébe.

## Sikerei, díjai
Jagiellonia Białystok
- Lengyel kupa: 2009–10
- Lengyel szuperkupa: 2010